# 브라질 대통령

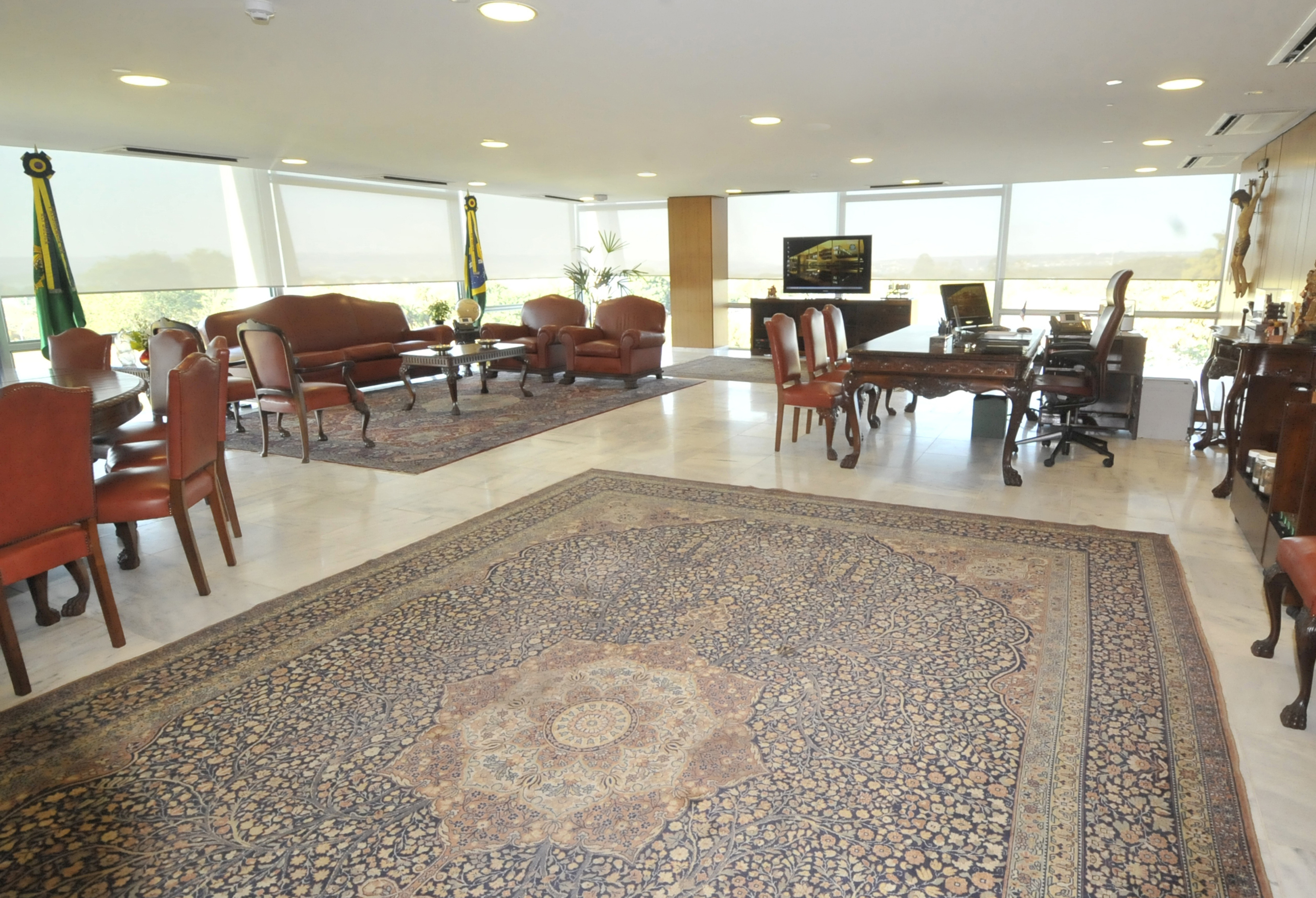
브라질 대통령의 집무실

브라질의 대통령(브라질 포르투갈어: Presidente da Brasil), 공식적으로 브라질 연방공화국의 대통령(브라질 포르투갈어: Presidente da República Federativa do Brasil)은 브라질의 국가원수이자 행정부 수반이며 임기는 4년 중임제으로 1번 중임이 가능하며 최대 임기는 8년이 가능한 자리이다. 브라질의 대통령 직위는 1889년 공화국 선언으로 수립되었으나, 직접투표는 1884년에 이루어졌으며, 바르가스 집권기인 1930년부터 1945년까지, 극우 군사독재정권 시기인 1964년부터 1985년까지는 명목상 대통령직이었으며 사실상 종신 직위였다.

## 브라질의 역대 대통령

### 현재 생존해 있는 브라질 대통령
2023년 1월 1일 기준으로, 현직 대통령을 포함해 총 일곱 명이 생존해 있다. 
| 이름                           | 사진 | 재임      | 출생일           |
| ------------------------------ | ---- | --------- | ---------------- |
| 조제 사르네이                  |      | 1985–1990 | 1930년 4월 24일  |
| 페르난두 콜로르 지 멜루        |      | 1990–1992 | 1949년 8월 12일  |
| 페르난두 엔히크 카르도주       |      | 1995–2002 | 1931년 6월 18일  |
| 루이스 이나시우 룰라 다 시우바 |      | 2003–2010 | 1945년 10월 27일 |
| 지우마 호세프                  |      | 2011-2016 | 1947년 12월 14일 |
| 미셰우 테메르                  |      | 2016-2018 | 1940년 9월 23일  |
| 자이르 보우소나루              |      | 2019-2022 | 1955년 3월 21일  |
| 루이스 이나시우 룰라 다 시우바 |      | 2023–     | 1945년 10월 27일 |

## 같이 보기
- 브라질의 대통령 목록
- 브라질의 부통령